# Juana Inés de la Cruz
Sóror Juana Inés de la Cruz ou apenas Sóror Juana (San Miguel Nepantla, 12 de novembro de 1651 — Cidade do México, 17 de abril de 1695) foi uma poetisa da escola barroca, dramaturga, filósofa e freira nova-espanhola. Foi a última dos grandes escritores do Século de Ouro. É conhecida pelo apelido de "Fênix da América" e também "A Décima Musa".

## Biografia

### Primeiros anos
Juana nasceu em San Miguel Nepantla, hoje a cidade de Tepetlixpa (próxima à Cidade do México), em 1651. Era filha ilegítima do capitão espanhol Pedro Manuel de Asbaje com a criolla Isabel Ramírez. Seu pai, segundo relatos, era totalmente ausente de sua vida. Registros da igreja indicam que ela foi batizada em 2 de dezembro de 1651. Seu avô por parte de pai possuía uma Hacienda em Amecameca. Juana viveu seus primeiros anos com sua mãe na propriedade do avô.
Era comum que Juana se escondesse na capela da propriedade para ler os livros que ela pegava escondido na biblioteca do avô, pois a leitura era algo proibido para as meninas. Ela então aprendeu a ler e a escrever em latim com apenas 3 anos de idade. Aos 5 anos, já conhecia os princípios da matemática. aos 8 anos compôs um poema sobre a Eucaristia. Já adolescente, Juana estudava a lógica grega e aos 13 anos estava ensinando latim para crianças menores. Ela também aprendeu com os empregados da propriedade a falar o idioma asteca náuatle, tendo inclusive escrito alguns poemas neste idioma. Autodidata, aprendeu muito ouvindo às lições dos tutores à sua irmã, sempre às escondidas.
Em 1664, aos 16 anos, Juana foi morar na Cidade do México. Ela pediu à mãe que a deixasse se disfarçar de homem para poder ingressas na universidade. Sem autorização da mãe, ela continuou seus estudos de maneira autônoma. Ela era dama de companhia na corte do vice-rei da Nova Espanha, onde esteve sob a tutela da vice-rainha Leonor Carreto, esposa do vice-rei Antonio Sebastián de Toledo. Querendo testar os conhecimentos e a inteligência da jovem, o vice-rei convidou juristas, teólogos e filósofos para um encontro, durante o qual ela teve que responder a várias questões, explicar várias teorias científicas e temas literários. Sua eloquência e conhecimento surpreenderam os convidados, o que lhe rendeu grande reputação na corte. Seus feitos literários começaram a dar-lhe fama pelo reino, sendo Juana muito admirada na corte do vice-rei e tendo recebido diversas propostas de casamento, das quais ela declinou.

### Ordem religiosa
Em 1667, ela entrou para o monastério de São José, uma comunidade carmelita, onde ficou apenas alguns meses. Em  1669, ela entrou para a Ordem das Jerônimas, com regras muito mais flexíveis. Juana escolheu se tornar freira para continuar seus estudos livremente, sem preocupações ou ocupações.

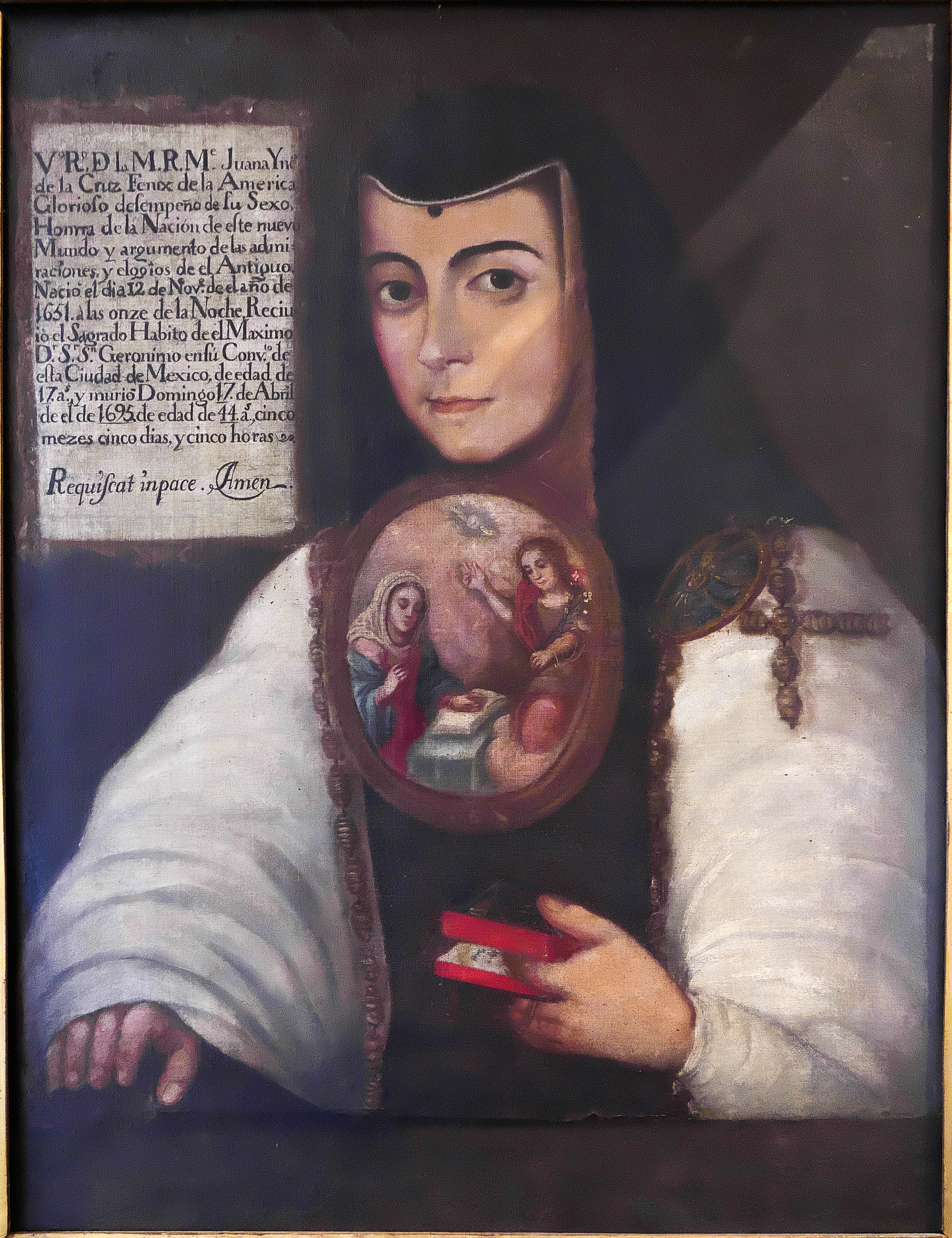
Convento de Santa Paula (Sevilla)

No convento e possivelmente antes, Juana se tornou amiga do intelectual Don Carlos de Sigüenza y Góngora, que a visitava com frequência no convento. Juana ficou confinada ao convento de Santa Paula na Cidade do México de 1669 até sua morte e lá estudou, escreveu e criou uma grande biblioteca. O vice-rei e a vice-rainha da Nova Espanha se tornaram seus tutores, financiando seus escritos e providenciando que eles fossem publicados, inclusive na Espanha. Alguns de seus poemas eram dirigidos à sua matrona, María Luisa Manrique de Lara y Gonzaga, filha de Vespasiano Gonzaga (duque de Guastala, Luzara e Rechiolo) e a Inés María Manrique, condessa de Paredes, também conhecida como Lísida.
Com a erudição acumulada durante anos de estudo, correspondia-se com os grandes nomes do mundo hispânico, tendo escrito até ao Papa. Sóror Juana escreveu literatura centrada na liberdade, o que era um prodígio naquela época. No seu poema Hombres Necios ("Homens Estúpidos"), ela defende o direito da mulher a ser respeitada como ser humano e critica o machismo da sociedade do seu tempo, gozando dos homens que condenam a prostituição, ao mesmo tempo em que aproveitam a sua existência. Além de livros religiosos como a Bíblia, que representavam certamente mais de 90% dos livros que chegavam à América na época, há relatos de que ela possuía obras atípicas para um cidadão da América do século XVII, como escritos de Leibniz, dentre outros.
Seu confessor, o jesuíta Antonio Núñez de Miranda, recriminou-a por escrever, trabalho que acreditava ser vedado à mulher, o que, junto com o freqüente contato com as mais altas personalidades da época devido à sua grande fama intelectual, desencadeou a ira deste, diante da qual ela, sob a proteção da vice-rainha, Marquesa de Laguna, decidiu rejeitá-lo como confessor. Essa amizade com as vice-rainhas fica plasmada nos versos que, usando o código do amor cortês, levaram a uma intepretação possivelmente errônea das mesmas a respeito de certas tendências lésbicas. Às duas que coincidiram temporalmente com ela escreveu poemas bastante inflamados e a uma dedicou um retrato e um anel. Foi precisamente uma das vice-rainhas a primeira a publicar poemas de Sóror Juana. Sóror Juana pode ainda ser considerada, com justiça, como a primeira mulher a defender as mulheres nas Américas.

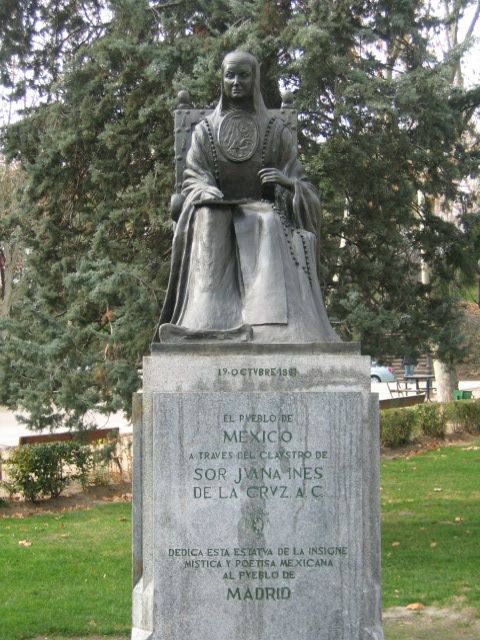
Estátua de Sóror Juana Inés em Madri

Em novembro de 1690, o bispo de Puebla, Manuel Fernández de Santa Cruz, publicou sob o pseudônimo de Sor Filotea, e sem permissão expressa de Juana, uma crítica ao sermão de padre António Vieira, padre jesuíta. O bispo também publicou uma carta de sua autoria criticando os comentários de Juana, dizendo que ela deveria se preocupar mais com a religião do que com estudos seculares. O bispo concordava com as críticas de Juana, mas usou o texto dela para seu próprio benefício contra Antônio Vieira e por acreditar que, por ela ser mulher, ela deveria se devotar às orações e não à escrita e ao pensamento.
Em resposta à artimanha do bispo, Juana escreveu uma cara Respuesta a Sor Filotea de la Cruz, onde ela defende o direito das mulheres à educação e que muitos danos prejudiciais ao país seriam evitados se mulheres pudessem ensinar outras mulheres.
| “ | [os riscos] seriam eliminados se houvesse mulheres mais velhas aprendendo, como São Paulo deseja, e instruções fossem passadas de um grupo para outro, como no caso de trabalhos manuais e outras atividades tradicionais. | ” |

Juana ainda citou Teresa de Ávila, que disse que "uma mulher poderia perfeitamente filosofar enquanto faz a janta". Em resposta, o arcebispo Francisco de Aguiar y Seijas, se juntou a outros membros da igreja ao condenar a ousadia e desobediência de Juana. Em 1693, Juana parou de escrever, provavelmente temendo censura dos membros da igreja. Ela foi obrigada a se desfazer de sua biblioteca, de seus instrumentos musicais e científicos.
Alguns de seus escritos sobreviveram, o que é comumente conhecido como Obras Completas. Segundo Octavio Paz, seus escritos foram salvos pela vice-rainha.

## Morte
Juana morreu depois de cuidar de várias irmãs doentes em uma praga que assolou seu convento, em 17 de abril de 1695, aos 43 anos.

## Legado
Entre suas obras se conta uma grande quantidade de poemas galantes, poemas de ocasião para presentes ou aniversários de seus amigos, poesias de salão sobre costumes ou amizades sugeridas por outros, letras para se cantar em diversas celebrações religiosas e duas comédias chamadas Amor es más Laberinto ("Amor é mais Confusão") e Los Empeños de una Casa ("As Obrigações de uma Casa").
Segundo ela, quase todo o seu escrito era por encomenda e a única coisa que escreveu por gosto próprio foi uma poesia filosófica chamada El Sueño ("O Sonho"), que muitas vezes se edita com o título de Primer Sueño ("Primeiro Sonho"). Trata-se de uma alegoria de várias centenas de linhas, em forma de poesia, acerca da ânsia de saber, o vôo do pensamento e a sua conseqüente queda trágica (acaso premonitório de Frankenstein). Sóror Juana também escreveu um tratado de música, chamado El Caracol ("O Caracol"), que está perdido. A despeito do que ela mesma disse, no entanto, seus escritos sobre a liberdade da mulher por certo não foram encomendados, mas tampouco devem ter sido por ela escritos por gosto, e sim, provavelmente, para defender sua própria posição social como intelectual livre.
O estudo de maior autoridade sobre Sóror Juana foi escrito por Octavio Paz, e se intitula Sor Juana Inés de la Cruz o las Trampas de la Fe ("Sóror Juana Inés de la Cruz ou as Armadilhas da Fé"), editado pelo Fondo de Cultura Económica. A editora Porrúa publica as obras completas de Sóror Juana em um prático volume da coleção Sepan cuántos… ("Saibam quantos…"), o célebre número 100, despojado, sem aparato acadêmico, salvo por um sóbrio e breve estudo preliminar.
Sobre o estilo da produção de Sóror Juana, como afirma Ester de Gónzalez, na alta cultura da ambiência em que Sóror Juana escrevia, ela "era a poeta que melhor dominava o cânone poético da época, e isso inclui a poesia que vinha do além mar; sabia da imitatio e da superação dos grandes poetas masculinos que vinha sendo praticada" (1991, p. 403, livre tradução). Isso diz respeito aos princípios e fundamentações das letras do século XVII, que se baseiam na tradição poética e retórica de grandes autoridades da antiguidade greco-latina, como Aristóteles, Quintiliano, Horácio, Cícero, entre outros. A maestria de Sóror Juana, no entanto, a permitia dialogar com a tradição e trabalhar as tópicas literárias de um modo, ainda segundo Gónzalez, "independente". Essa independência é bastante própria do estilo da monja, e se relaciona aos modos como a poeta busca adequar e adaptar as tópicas às situações da sociedade colonial em que ela se insere. Afinal, a poesia colonial do século XVII tem de estar em plena conformidade com a moral e a política católica do Estado absolutista. Além disso, o vocabulário de sua poesia é próprio de seu tempo, apresentando significados muito particulares para os termos utilizados; tais significados são fundamentais para uma boa compreensão temática de suas obras. Por isso, ao buscar uma leitura histórico-filológica dessa poesia, dicionários como os de Sebastián de Covarrubias e Rafael Bluteau são de grande ajuda não só para uma leitura mais sincrônica e melhor embasada da poesia de Sóror Juana, como de toda a produção letrada realizada na Península Ibérica durante esse período. 

## Obras
- Poemas de la única poetisa, musa decima, Sor Juana Inés de la Cruz…: que en varios metros, idiomas, y estilos, fertiliza varios assumptos; con elegantes, sutiles, claros, ingeniosos, útiles versos: para enseñanza, recreo, y admiración ("Poemas da única poetisa, décima musa, Sóror Juana Inés de la Cruz…: que em vários metros, idiomas e estilos fertiliza assuntos; com elegantes, sutis, claros, engenhosos, úteis versos: para ensino, recreação e admiração"). Zaragoza, por Manuel Román, impressor da Universidade, sob o patrocínio de Matías de Lezaum, 1682.
- Inundación castálida de la única poetisa, musa décima, Soror Juana Inés de la Cruz… : que en varios metros, idiomas, y estilos, fertiliza varios assumptos; con elegantes, sutiles, claros, ingeniosos, útiles versos: para enseñanza, recreo, y admiración Madrid, por Juan García Infanzón, 1689.
- Carta athenagorica de la Madre Iuana Ynes de la  que imprime, y dedica a la misma Sor, Philotea de la Cruz" ("Carta Atenagórica de Madre Iuana Ynes de la Cruz.. que imprime e dedica a mesma à Sóror Philotea de la Cruz"). Puebla de los Ángeles, na gráfica de Diego Fernández de León, ano de 1690.
- Segundo volumen de las obras de soror Juana Inés de la Cruz ("Segundo volume das obras de Sóror Juana Inés de la Cruz"), 1692.

## AsbajeouAsuaje
A controvérsia sobre o sobrenome paterno de Sóror Juana pode se dever à falta de clareza nas regras de escrita do espanhol no Século de Ouro. Asbaje pode aparecer como Asuaje (escrito Asuaxe e pronunciado provavelmente /asβaše/) pelas mesmas razões que no seu tempo a terminação -aba dos verbos em "co-pretérito" (pretérito imperfeito) se escrevia indistintamente -aba ou -aua.

## Homenagens
Sóror Juana aparece nas cédulas mexicanas de alto valor. É a única artista que aparece nas notas, além de Nezahualcóyotl, também poeta. Inicialmente apareceu nas notas de mil pesos, que, com a inflação, acabaram se tornando moedas. Depois do corte de três zeros sofrido pelo peso, Sóror Juana saiu de circulação brevemente, para reaparecer nas notas de duzentos.